# Eucamptodon novae-guineae
Eucamptodon novae-guineae là một loài rêu trong họ Dicnemonaceae. Loài này được Dixon mô tả khoa học đầu tiên năm 1943.